# بكتيريا مائية بحرية قرميدية
بكتيريا مائية بحرية قرميدية (الاسم العلمي: Aquimarina latercula) هي نوع من البكتيريا، سلبية الغرام، تتبع جنس بكتيريا مائية بحرية.